# Orahovica (kanton hercegowińsko-neretwiański)
Orahovica – wieś w Bośni i Hercegowinie, w Federacji Bośni i Hercegowiny, w kantonie hercegowińsko-neretwiańskim, w gminie Konjic. W 2013 roku liczyła 570 mieszkańców, z czego większość stanowili Boszniacy.